# خدا نگهدار
«خدا نگهدار» (اسپانیایی: Hasta Mañana‎؛ خوانده می‌شود: «آستا مانیانا»؛ «ترجمهٔ تحت‌اللفظی: فردا می‌بینمت») چهارمین ترانه از دومین آلبوم استودیویی گروه موسیقی آبا به نام واترلو است که در سال ۱۹۷۴ منتشر شد.
آنگنیه‌تا فلتسکوگ برای اجرای این ترانه از سبک و سیاق خوانندگی کانی فرانسیس الهام گرفت که موجب موفقیت آن شد.

## جداول موسیقی
| جدول (۱۹۷۴)                      | بالاترین رتبه |
| -------------------------------- | ------------- |
| ایتالیا (موزیکا ئی دیسکی)        | ۲۸            |
| آفریقای جنوبی (رادیو اسپرینگ‌باک) | ۲             |

| جدول (۱۹۷۶)                    | بالاترین رتبه |
| ------------------------------ | ------------- |
| استرالیا (گزارش موسیقی کنت)    | ۱۶            |
| نیوزیلند (ریکوردد میوزیک ان‌زد) | ۹             |

بازخوانی توسط گروه بونس
| جدول (۱۹۷۷)                            | بالاترین رتبه |
| -------------------------------------- | ------------- |
| موسیقی معاصر بزرگسالان کانادا (آرپی‌ام) | ۳۷            |
| بزرگسالان معاصر آمریکا (بیلبورد)       | ۳۲            |